# Dionychastrum
Dionychastrum é um género botânico pertencente à família Melastomataceae.